# Cheese in the Trap
Cheese in the Trap (hangul: 치즈인더트랩 Chijeu in deo teulaeb) – południowokoreańska manhwa napisana i zilustrowana przez Soonkki. Webtoon był publikowany na portalu internetowym Naver Webtoon od 7 lipca 2010 roku do 5 grudnia 2017 roku. Pierwszy tom został wydany 2 marca 2012 roku.
Na podstawie manhwy w 2016 roku powstał serial telewizyjny o tym samym tytule, emitowany na kanale tvN, a także film o tym samym tytule, który miał swoją premierę 14 marca 2018 roku.